# Chiesa di Újlak
La chiesa di Újlak dedicata alla Visitazione della Beata Vergine Maria è un luogo di culto situato nel quartiere omonimo, a Budapest, nella parte occidentale della città. All'inizio del Settecento, alcuni abitanti di origine bavarese costruirono una chiesetta sul luogo dove sorge quella attuale, progettata da Kristóf Hamon e Mátyás Nepauer e terminata nel 1756. Il campanile fu aggiunto pochi anni più tardi.
Nell'interno barocco si può ammirare un dipinto della Madonna, donato alla chiesa dagli abitanti di Passavia. Sull'altare maggiore, costruito nel 1798, vi è un dipinto di Francis Falkoner, intitolato La visitazione.